# Улица Народного Ополчения (Ростов-на-Дону)
У́лица Наро́дного Ополче́ния — улица в Ростове-на-Дону с 48 известными зданиями рядом с улицами: Морозовская, Нефедова, Ржевская и Козлова и переулками: Гвардейский, Козлова и Доломановский

## История
Улица Народного Ополчения посвящена людям, которые в октябре 1941 года, не имея достаточного вооружения и основательной военной подготовки, вступили в бой с фашистами, защищая свой родной город Ростов-на-Дону. Они ушли отсюда последними, а вернулись первыми. Но история улицы связана не только с боями Великой Отечественной войны.
Появление этой улицы, называвшейся Степной, связано с расширением границ города Ростова-на-Дону на рубеже прошлого и нынешнего веков. Тогда и появилась Степная улица, в основном, Нового поселения. В 1886 году по ней проходила городская черта. За нею дальше шли свалки, городской выгон. Улица шла до Николаевского (ныне проспекта Семашко). Имела она и продолжение «за тюремным замком», как это видно из справочника за 1914 год: от Крепостного переулка до границы с Нахичеванью.
Название улицы уже при её возникновении было не новым. Так называлась когда-то бывшая Скобелевская (сейчас — Красноармейская) улица. С развитием границы на север город Ростов-на-Дону, всё более углублялся в степь.
Газета «Приазовский край» в марте 1903 года писала:
|  | Вчера, на принадлежащем императорскому, московскому обществу сельского хозяйства месте, на Таганрогском проспекте, состоялась торжественная закладка зданий для постоянной выставки животноводства.' |

Потом, через несколько лет, это называлось просто выставкой.
Место это было между Кузнецкой (ныне улица Черепахина) и Степной улицами. И тянулась оно два квартала — до Николаевского переулка.
На углу этой улицы и городского выгона 14 декабря 1905 года, по свидетельству Ивана Ченцова, была перестрелка рабочих с пытавшимися обойти восставший Темерник казаками. Потеряв в ней за Черепахинской балкой одного смертельно раненного и лошадь, они ускакали.
Сейчас это — улица Народного Ополчения. Она названа в 1946 году и посвящена Ростовскому полку народного ополчения, который был сформирован по постановлению ростовского обкома ВКП(б) летом 1941 года. В октябре 1941 года фронт приблизился к Ростову, в ноябре фашистам удалось прорваться к городу, ополченцы вступили в бой с врагом. Ополченцы проявили отвагу и мужество при освобождения Ростова в конце ноября 1941 года.
В июне 1942 года фашистские войска оккупировали Ростов-на-Дону. Ополченцы прикрывали отход советских частей через Дон в районе станице Александровской. Они сражались на путях отступления, в предгорьях Кавказа. В октябре 1942 года полк был расформирован, всё его хозяйство и оставшийся личный состав были переданы 339-й стрелковой дивизии и 189-му армейскому запасному полку. С этими частями многие ополченцы дошли до Победы, до Берлина. Названы улицы Ростова именами ополченцев. На здании гостиницы «Ростов» висит памятная доска, повествующая о том, что именно здесь формировался один из полков ополчения. У главного корпуса Ростовского государственного университета путей сообщения появилась мемориальная звезда из красного гранита, напоминающая о том, что один из отрядов Ростовского полка народного ополчения был сформирован из студентов и преподавателей этого вуза.